# Nationaal park Matsalu
Het Nationaal Park Matsalu (Estisch: Matsalu rahvuspark) is een nationaal park in het westen van Estland. Het omvat een gebied van 486,1 km² in de gemeenten Haapsalu, Lääne-Nigula (beide provincie Läänemaa) en Lääneranna (provincie Pärnumaa), waarvan 224,3 km² land en 261,8 km² water, rondom de Baai van Matsalu (Matsalu laht) en de daarin uitmondende rivier de Kasari. Het is een belangrijke pleisterplaats voor vogels.
Matsalu werd in 1957 een beschermd natuurgebied en is sinds 1994 een internationaal Ramsargebied. Sinds 2004 heeft het de status van nationaal park.
Het nationale park wordt bestuurd vanuit het landgoed Penijõe in de gemeente Lääneranna, waar zich een bezoekerscentrum bevindt.